# Clela
Clela é uma comuna rural do sul do Mali da circunscrição de Sicasso e região de Sicasso. Segundo censo de 1998, havia 19 267 residentes, enquanto segundo o de 2009, havia 31 334. A comuna inclui 1 cidade e 13 vilas.

## História
Em 1866, após ser atingido por um tiro de fuzil, o fama Molocunanfá Traoré (r. 1862–1866) do Reino de Quenedugu faleceu e por estar a se decompor muito rápido para que fosse transportado para Bugula, foi decidido que seria sepultado em Clela.